# COPS2
Эта статья о белке. О интернет-протоколе см. COPS
 Субъединица 2 сигналосомного комплекса COP9  — белок, который у человека кодируется геном COPS2. Он кодирует соответствующую субъединицу сигналосомы COP9 .

## Взаимодействия
COPS2, как было выявлено, взаимодействуют с:
- DAX1,[4]
- IRF8,[5]
- NIF3L1,[6] and
- THRA.[7]